# Premier ministre des îles Vierges britanniques
Le Premier ministre des îles Vierges britanniques (en anglais : Prime of the British Virgin Islands) est le chef du gouvernement des  îles Vierges britanniques.

## Histoire
Après l'entrée en vigueur d'une nouvelle constitution en 1966, la fonction de chef du gouvernement est créée sous le nom de ministre en chef (Chief Minister). En 2007, le titre est changé pour celui de Premier ministre (Premier) par un amendement constitutionnel.

## Nomination
Le Premier ministre est nommé par le gouverneur des îles Vierges britanniques parmi les membres de l'Assemblée. Il est par convention le leader du parti majoritaire au sein de celle-ci.

## Liste des chefs du gouvernement
| Mandat                            | Nom                    | Parti | Notes      |
| --------------------------------- | ---------------------- | ----- | ---------- |
| avril 1967 - juin 1971            | Hamilton Lavity Stoutt | VIP   | 1er mandat |
| juin 1971 - novembre 1979         | Willard Wheatley       | UP    |            |
| novembre 1979 - novembre 1983     | Hamilton Lavity Stoutt | VIP   | 2e mandat  |
| novembre 1983 - 1er octobre 1986  | Cyril Romney           | UP    |            |
| 1er octobre 1986 - 14 mai 1995    | Hamilton Lavity Stoutt | VIP   | 3e mandat  |
| 15 mai 1995 - 17 juin 2003        | Ralph T. O'Neal        | VIP   | 1er mandat |
| 17 juin 2003 - 23 août 2007       | Orlando Smith          | NDP   |            |
| 23 août 2007 - 9 novembre 2011    | Ralph T. O'Neal        | VIP   | 2e mandat  |
| 9 novembre 2011 - 26 février 2019 | Orlando Smith          | NDP   | 2e mandat  |
| 26 février 2019 - 5 mai 2022      | Andrew Fahie           | VIP   |            |
| Depuis le 5 mai 2022              | Natalio Wheatley       | VIP   |            |